# Gustaf Hazén
Johannes Gustaf Hazén, ursprungligen Petersson, född 10 augusti 1849 i Tjureda socken, Kronobergs län, död 9 oktober 1930 i Värnamo, Jönköpings län, var en svensk präst och riksdagspolitiker. 

## Biografi
Hazén avlade studentexamen i Växjö 1869, blev student vid Lunds universitet 1870, prästvigdes 1873, blev komminister i Bredaryd 1877, kyrkoherde i Forsheda 1887 samt kontraktsprost i Västbo 1893 och var ledamot av riksdagens andra kammare 1894-1909. Han var preses vid prästmötet 1915, blev teologie doktor vid jubelfesten 1917, lämnade prostämbetet 1919, var ledamot av kyrkomötet 1920 och ledamot av länets landsting 1923-1926. I riksdagen skrev han 16 egna motioner, om religiösa och sociala frågor som sabbatsvila för postverkets tjänstemän, uppfostringsbidrag från fadern till oäkta barn samt förbättrad vård åt sinnesslöa.
Under studietiden i Lund ändrades efternamnet från Petersson till Hazén.

### Äktenskap
1. 11 december 1877 med Nanna Concordia de Verdier, född 25 maj 1847, död 19 december 1878, dotter till häradsskrivaren Olof de Verdier och Anna Maria Sandberg.
2. 25 augusti 1880 med Maria Charlotta Karolina Kuylenstjerna, född 21 september 1845, död 25 januari 1928, dotter till överstelöjtnanten Nils Fredrik Kuylenstjerna och Vilhelmina Sofia Kuylenstjerna.

### Barn
- Johannes Olof, född 8 december 1878, apotekare.
- Gustaf Fredrik, född 24 juli 1881, ingenjör.
- Nanna Maria Vilhelmina, född 17 mars 1883.
- Fredrika Henriette Elisabet, född 2 maj 1885, sjukgymnast.